# Rock & Roll Hall of Fame Covers EP
Rock & Roll Hall of Fame Covers EP je šestipísňové EP skupiny Red Hot Chili Peppers. Album bylo dostupné jedině přes iTunes od května 2012. Obsahuje cover verze hudebníků, kteří byli v minulosti uvedeni do Rock and Roll Hall of Fame. Vyšlo krátce poté, co samotná skupina byla do síně slávy uvedena.

## Seznam skladeb
| Pořadí         | Název                                                | Autor                         | Původní interpret        | Délka |
| -------------- | ---------------------------------------------------- | ----------------------------- | ------------------------ | ----- |
| 1.             | Teenager in Love                                     | Doc Pomus, Mort Shuman        | Dion and the Belmonts    | 3:00  |
| 2.             | Havana Affair                                        | Dee Dee Ramone, Johnny Ramone | Ramones                  | 2:19  |
| 3.             | Search and Destroy                                   | Iggy Pop, James Williamson    | The Stooges              | 3:32  |
| 4.             | Everybody Knows This Is Nowhere (koncertní nahrávka) | Neil Young                    | Neil Young & Crazy Horse | 2:17  |
| 5.             | I Get Around (koncertní nahrávka)                    | Brian Wilson, Mike Love       | The Beach Boys           | 2:19  |
| 6.             | Suffragette City (koncertní nahrávka)                | David Bowie                   | David Bowie              | 3:42  |
| Celková délka: | Celková délka:                                       | Celková délka:                | Celková délka:           | 17:13 |

## Obsazení
- Flea – baskytara, doprovodný zpěv
- John Frusciante – kytara, doprovodný zpěv
- Anthony Kiedis – zpěv
- Josh Klinghoffer – kytara, doprovodný zpěv
- Dave Navarro – kytara
- Chad Smith – bicí, perkuse